# Aurélie Eliam
Aurélie Eliam, née le 27 mai 1988 à Abidjan en Côte d'Ivoire , est une présentatrice télévisée, actrice, mannequin et productrice ivoirienne.

## Biographie
Adolescente, sa beauté devient de plus en plus visible et l'un de ses rêves est de se présenter au concours Miss Côte d'Ivoire. Cependant, ses parents n'accueillent pas vraiment cette idée avec enthousiasme. Après l'obtention du baccalauréat, elle réussit à convaincre ces derniers de la laisser pénétrer l'univers des médias, à commencer par la publicité. Elle est révélée au public en 2008 grâce à la série à succès Dr Boris où elle joue le second rôle. Cette apparition marque le début de sa carrière d'actrice. Elle enchaine ensuite les rôles dans résidence du bonheur, dance with the dreamer et aussi des campagnes publicitaires comme mannequin ou modèle.

## Carrière
En 2012, elle obtient le rôle principal dans la série télévisée Brouteurs.com du réalisateur Alain Guikou où elle incarne le "Lieutenant Cynthia", une policière infiltrée dans un réseau de cybercriminel. Meilleure série TV d'Afrique festival du Gpact 2013, nommée au 29e festival vue d'Afrique, la série est un succès sur TV5 Monde et d'autres chaines panafricaine.
La même année, elle participe, avec la styliste Adama Paris à la Dakar Fashion Week 2012 comme mannequin. Pigiste dans un magazine people d'Abidjan, elle est sollicitée comme chroniqueuse pour l’émission TV Showtime de l'animateur ivoirien Didier Bléou sur RTI 1.
En 2013, elle joue dans le film Dance with the Dreamer, dans le rôle de Terry.
En 2016, elle franchit un nouveau cap avec le film The CEO (en), une production nigériane dans laquelle elle apparait aux côtés d'Angélique Kidjo et Jimmy Jean-Louis.
Elle coanime la nouvelle émission Les Femmes d’Ici, émission 100% féminine sur NCI.

## Filmographie

### Séries
- 2007 : Dr Boris[5]
- 2008 : Dr Boris[10]
- 2009 : Résidence du bonheur[6]
- 2010 : Les Chocos de Babi'
- 2012 : Brouteurs.com I  (419 en anglais)
- 2014 : Brouteur.com II
- 2016 : Chez Colette (nollywood tv)
- 2016 : Sortie de l'ombre
- 2017 :  Brouteur.com III (TV5 Monde)

### Cinéma
- 2013 : Dance with the dreamer
- 2015 : Et si Dieu n'existait pas 2
- 2016 : The CEO[11],[12],[13]

### Web Série
- 2019 : Yellow Peppe I
- 2020 : Yellow Peppe II

## Émissions télévisées
- 2014 : Showtime avec Didier Bléou sur RTI 1 (saison 1)
- 2015 : Showtime avec Didier Bléou sur RTI 1 (saison 2)
- 2020 : Le Parlement du rire diffusé sur Canal+ Afrique
- 2021 : Les femmes d'ici aux côtés de Hafou Touré, Kadhy Touré et Ferdjani sur NCI